# Acer saccharum
L'acero zuccherino, acero da zucchero o acero del Canada  (Acer saccharum Marshall, 1785) è una specie appartenente alla famiglia Sapindaceae, diffusa in Nord America.  L'albero, a rapido accrescimento, non ha dato apprezzabili risultati di acclimatazione in Europa, mentre è diffuso nei grandi parchi pubblici e privati americani. Per la sua importanza, la foglia di quest'acero compare sulla bandiera del Canada.

## Descrizione

### Portamento
L'albero ha una crescita iniziale piuttosto lenta: nel corso dei primi 10 anni forma un albero alto 10–15 m al massimo, ramificato fin dal basso. Nei boschi raggiunge 30–35 m, ma può arrivare fino a 40 m, con portamento tipicamente espanso. I rametti sono fragili e glabri.

### Foglie

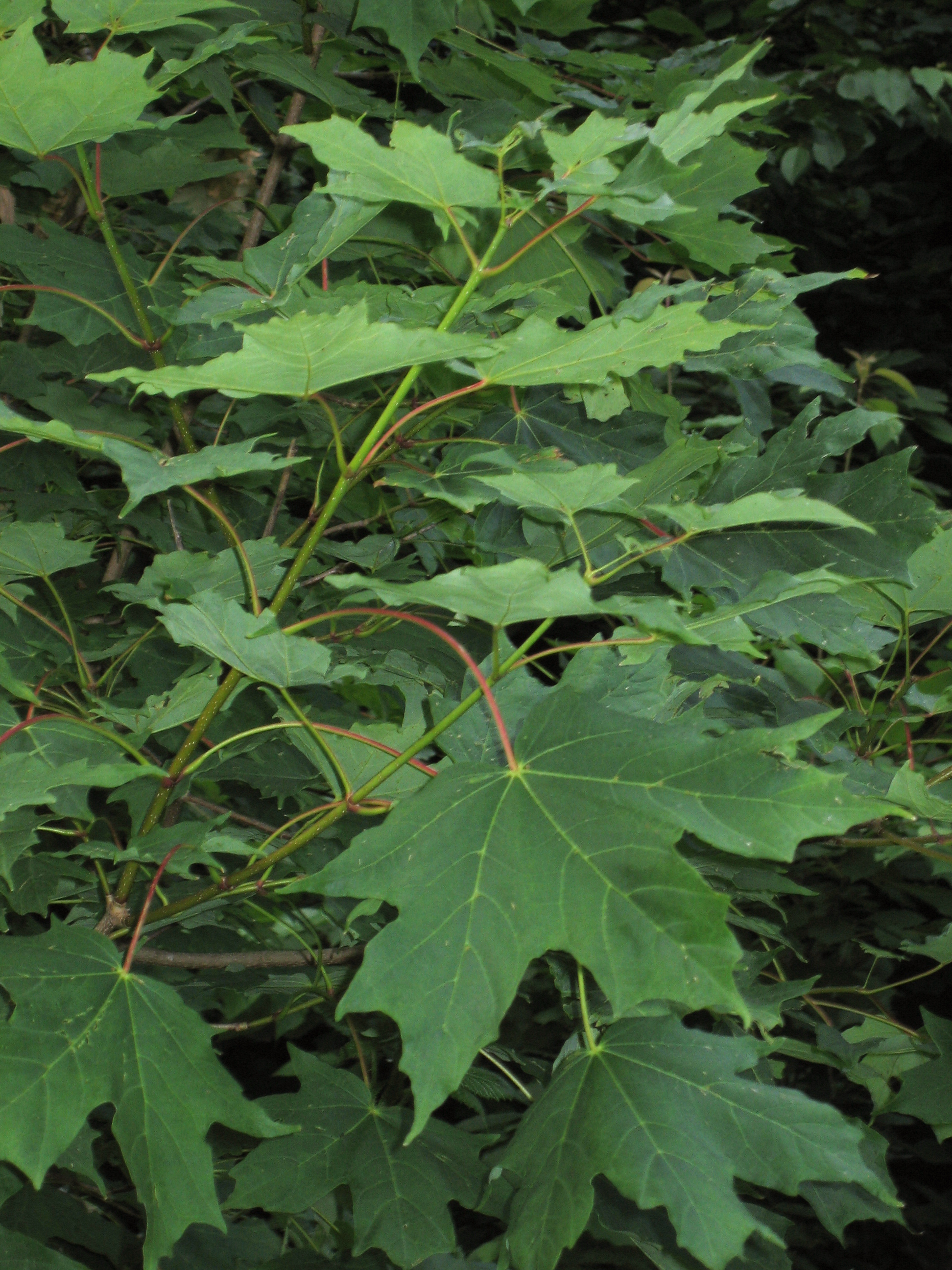
Dettaglio delle foglie.

Ha foglie opposte caduche, con nervature profonde, da tri- a pentalobate e lunghe fino a 13 cm; i lobi, poco incisi, sono separati da angoli ottusi. Di colore verde scuro, d'autunno assumono sfumature di gradazioni brillanti dal giallo oro all'arancione, fino al cremisi e allo scarlatto; la muta più spettacolare avviene nella zona settentrionale dell'areale, dove c'è la giusta alternanza di giornate soleggiate e notti fredde.
Il picciolo è di colore opaco e privo di lattice.

### Fiori
I fiori sono piccoli, di colore giallo-verde e sono riuniti in corimbi sessili, lunghi fino a 5 mm, appesi a rami lunghi, che nascono insieme o poco prima delle foglie. La pianta può essere monoica o dioica.

### Frutti
I frutti sono a samara doppia (disamara), lunghi 2,5 cm, con ali leggermente divergenti che diventano bruni in autunno.

### Corteccia
La corteccia è grigia o grigio-bruna, liscia o solcata da leggere linee verticali distinte; con l'età scurisce e si fessura.

## Distribuzione e habitat
Il suo areale comprende la zona sudorientale del Canada e quella nordorientale degli Stati Uniti, da Terranova e Manitoba a nord fino alla Florida a sud e allo Utah a ovest.

## Tassonomia
Sono note le seguenti sottospecie:
- Acer saccharum subsp. saccharum
- Acer saccharum subsp. floridanum (Chapm.) Desmarais
- Acer saccharum subsp. leucoderme (Small) Desmarais
- Acer saccharum subsp. nigrum (F.Michx.) Desmarais
- Acer saccharum subsp. ozarkense A.E.Murray

## Coltivazione
La pianta richiede terreni fertili, profondi e freschi; cresce bene in climi freddi continentali, con una marcata differenza termica tra estate e inverno. La rusticità è calcolata nelle zone da 4 a 9 della classificazione USDA.

### Cultivar
Importante è la cultivar 'Temple's Upright' o 'Monumentale', che assume un portamento colonnare ampio, e assume sfumature arancioni in autunno. Altre cultivar decorative sono 'Globosum', 'Green mountain' e 'Legacy'.

## Usi
La linfa zuccherina che contiene dall'1 al 4% di saccarosio è la fonte dello sciroppo d'acero. Viene raccolta praticando fori nella corteccia; un tempo si faceva gocciolare la linfa con apposite cannucce dentro secchi messi nelle cavità poste alla base degli alberi, dove veniva fatta evaporare; oggi si usa un sistema centralizzato di tubazioni. Dalla linfa si ottiene lo zucchero d'acero e da questa lo sciroppo. Occorrono più di 40 litri di linfa per ottenere un litro di sciroppo.
Il legno di acero canadese viene usato anche per la costruzione di tavole da skateboard, sotto forma di multistrato da 7 o 9 mm.
Anche il legname è durevole ed è usato a scopi commerciali. Ad esempio nell'industria delle bevande alcoliche il suo carbone di legna è spesso utilizzato come filtrante naturale per migliorare il gusto e la purezza del distillato rimuovendo le impurità. Questo processo è noto come Charcoal Mellowing e viene utilizzato specialmente per produrre il Tennessee Whiskey come per esempio il Jack Daniel's.